# Sabina Schautzer
Sabina Schautzer (* 26. September 1958 in Wien) ist eine österreichische Politikerin (Grüne) und Angestellte im Qualitätsmanagement. Schautzer ist Gemeinderätin in der Stadt Villach und war von 2013 bis 2018 Abgeordnete zum Kärntner Landtag.

## Ausbildung und Beruf
Schautzer wurde in Wien geboren und wuchs im Weinviertel auf. Sie absolvierte zwischen den Jahren 1972 und 1975 die Wirtschaftliche Frauenberufsschule in Wien und wechselte danach von 1975 bis 1976 an eine Medizinisch-technische Fachschule. Sie arbeitete in der Folge zwischen 1977 und 1981 als Assistentin im Zentrum für Massenkommunikation Österreichs, Film, Funk, Fernsehen und war danach von 1981 bis 1983 beruflich als Assistenz an der Medienakademie für Jungjournalisten tätig. Sie arbeitete zudem zwischen 1983 und 1986 im Redaktionssekretariat und arbeitete als Mitarbeiterin bei der Wochenzeitschrift "präsent". In der Folge übersiedelte sie 1986 aus privaten Gründen nach Kärnten und wurde noch im selben Jahr Angestellte im Qualitätsmanagement bei Infineon in Villach.

## Politik und Funktionen
Politisch wurde Schautzer nach eigenen Angaben von ihrem Vater geprägt. Dieser war zwar kein Parteimitglied, aber Anhänger Bruno Kreiskys und nahm seine Tochter beispielsweise zum 1.-Mai-Aufmarsch mit. In der Folge war Schautzer in ihrer Jugend auch von Che Guevara fasziniert. 1989 engagierte sich Schautzer bei einer Bürgerinitiative, die sich gegen den Abriss des Gösser-Areals in Villach wehrte. Nach und nach dockte sie bei den Villacher Grünen an, wobei sie die Grünen seit 2003 auch im Gemeinderat vertritt. Sie ist innerparteilich zudem seit 2009 Sprecherin der Grünen Villach sowie Mitglied des Erweiterten Landesvorstands. Bei der Landtagswahl 2013 kandidierte Schautzer auf dem ersten Listenplatz im Landtagswahlkreis 3 (Villach) und auf dem fünften Platz der Landesliste. Nachdem die Grünen im Wahlkreis ihr Ergebnis um rund 9 Prozent steigern und damit mehr als verdoppeln konnten, gelang den Grünen erstmals der Gewinn eines Grundmandates, womit Schautzer mit einem Direktmandat in den Landtag einziehen konnte. Sie wurde am 28. März 2013 als Abgeordnete zum Kärntner Landtag angelobt und wurde Mitglied im  Ausschuss für Wirtschaft, Gewerbe, Tourismus, Land- und Forstwirtschaft, Kunst und Kultur. 